# 金子乡
金子乡，是中华人民共和国四川省南充市阆中市曾经下辖的一个乡。2019年10月，撤销金子乡，将其所属行政区域划归千佛镇管辖。

## 行政区划
金子乡撤销前下辖以下地区：
麻石垭村、礼台观村、渔溪沟村、金子山村、灯盏坝村、阳大坎村、立笔山村、铜鼓岭村和长乐场村。